# Григорій Казимир Подберезький
Григорій Казимир Подберезький (д/н — 20 червня 1677) — державний та військовий діяч, урядник Речі Посполитої.

## Життєпис
Походив з литовсько-білоруського князівського роду Подберезьких власного герба (гілка князів Друцьких). Син Александра Подберезького, писаря земського оршанського, та Єви Друцької-Горської. Замолоду обрав собі військові кар'єру, розпочавши службу у війську великого коронного гетьмана Станіслава Конецпольського. У 1633 році брав участь у захисті Поділля від турецько-татарських військ, звитяжив при обороні табору під Кам'янцем-Подільським від загонів Абази-паши. У 1637—1638 роках брав участь у придушенні козацьких повстань.
У 1648 році обирається суддею земським оршанським та писарем каптуровим Оршанського повіту. Згодом стає ротмістром в литовському війську. У 1649 році відзначився при придушенні повстання в Білорусі на підтримку військ Богдана Хмельницького.
У 1651 році брав участь у поході гетьмана Януша Радзивілла для захисту Гомеля від військ полковника Мартина Небаби. Звитяжив у битві під Лоєвом, брав участь у захопленні Києва. До 1653 року перебував у Литві на службі у Радзивілла. 1654 року відзначився у битві на Шкловці проти московських військ, зміг врятуватися після поразки. На чолі одного з загонів Радзивілла боровся проти московитів у Смоленському воєводстві. 29 липня 1655 року брав участь у битві під Вільном, де московські війська на чолі з Яковом Черкаським здобули перемогу.
1655 року отримує староства гульбінське. Того ж року підписав Кейданську унію. Не підтримав намір Радзивілла створити Литовське князівство. 1656 року перейшов на бік короля Яна II Казимира, приєднавшись до війська Вінцента Госевського у Бересті. Тоді ж стає полковником війська литовського. У 1657—1660 роках у складі армії Госевського брав участь у боях проти шведів у Жемайтії та Курляндії. 1660 року отримує староство упітське. Виступав проти укладання миру з Московським царством.
Відзначився у боях військової кампанії 1661 року, коли польсько-литовські війська завдали низки поразок московитам. Того ж року обирається послом від Упітського повіту на вальний сейм у Варшаві. 1663 року призначається кухмістром великим литовським. 1664 році брав участь у поході короля на Лівобережну Україну, що завершився невдачею. 1665 року брав участь у конвакаційному сеймі литовському в Гродні. Після цього очолив війська, що захищали кордони Полоцького воєводства. У 1666 році стає региментарем (генерал-полковником) війська литовського. Його суворі дії з забезпечення порядку роботи сеймиків, посилення війська, на що стягував різні збори з місцевої шляхти, викликало широке невдоволення.
У 1667 році отримує посаду смоленського воєводи, проте вона була суто номінальною, оскільки практичне усе воєводство ще раніше увійшло до Московського царства. Приєднався до союзу Паців та Радзивіллів проти Сапіг. 1668 року після зречення короля Яна II Казимира увійшов до складу комісії з проведення ревізії державної скарбниці. Підтримував обрання королем Михайла Вишневецького. 1670 року увійшов до комісії з розгляду суперечок між Пілтинським повітом та герцогством Курляндським. 1671 року брав участь у віленському сеймі. 1672 року підтримав короля у протистоянні зі шляхетською опозицією.
У 1674 році брав участь в елекційному сеймі, де було обрано королем Речі Посполитої Яна Собеського, проти чого виступав Подберезький. 1676 року брав участь у коронаційному сеймі. 1677 року був послам на вальний сейм. Помер у тому ж році під час служби в костелі Вільно.

## Родина
Дружина — Галшка, донька Кшиштофа Рудоміна-Дусяцького, войського мінського.
Діти:
- Александр Ян, маршалок упитський
- Ян Казимир
- Констанція, дружина Домінік Слуцького, войського Полоцького
- Тереза Зофія, дружина Яна Кшиштофа Паца, підкоморія литовського
- Феліціанна, дружина Іполита Костянтина Чечановецького, старости опеського
- Петронелла, чорниця